# Вода тіла
Вода тіла — це вода, що міститься в тілі тварини, тобто така, що міститься в тканинах, крові, кістках і в інших місцях. Відсоток води тіла, що міститься в різноманітних відсіках, сумується в сукупну воду тіла (СВТ). Ця вода становить значну частину людського тіла, як за вагою, так і за об'ємом. Забезпечення правильної кількості води — це частина гідробалансу, аспект гомеостазу.

## Розміщення
За вагою, в середньому, доросла людина чоловічої статі має приблизно 60 % води, а жіночої статі— приблизно 55 %. Наявні значні коливання в відсотку води тіла пов'язані з багатьма факторами, як-от вік, стан здоров'я, споживання води, вага і стать. У досліджені серед 458 дорослих чоловіків і 265 дорослих жінок, цей показник значно змінюється з віком статтю і степенем ожиріння. З цієї вибірки було знайдено 58.3 ±6.7 % води у чоловіків і 48.5 ±8.6 % у жінок. Вода тіла становить 93 % ваги новонародженого, тоді як дуже гладкі люди можуть мати лише 15 % води на свою вагу. Це відбувається через те, що жирові тканини порівняно погано утримують воду. Цей статистичний фактор варіюватиметься у зв'язку з іншими факторами популяції, як-от вік відібраних людей, кількість відібраних людей і методології. Отже, не можна дати цифри, які б були однакові для всіх людей.
Більшість води тіла у тварин міститься в різноманітних біологічних рідинах.

## Функції
Вода в тілі тварини виконує багато функцій: розчинник для перенесення поживних речовин; середовище для виділення; засіб для контролю температури; мастило для суглобів; і для поглинання струсів.